# بارت ميلارد
بارت ميلارد (بالإنجليزية: Bart Millard)‏ هو مغني وكاتب أغاني أمريكي، ولد في 1 ديسمبر 1972 في غرينفيل في الولايات المتحدة.

## وصلات خارجية
- الموقع الرسمي
- بارت ميلارد على موقع ميوزك برينز (الإنجليزية)
- بارت ميلارد على موقع أول ميوزيك (الإنجليزية)
- بارت ميلارد على موقع ديسكوغز (الإنجليزية)